# إنكيفالين
إنكيفالين (بالإنجليزية:  enkephalin)‏ هو خماسي الببتيد تشارك في تنظيم حس الألم في الجسم من خلال تأثيره في رفع المُسْتَوى العَتَبيّ للأَلَم وتَسْكينه، وينتج في الدماغ وهو من اللَجائِن (اللَجين جزيء يلتحم بجزيء آخر) الدَاخِلِيّة المَنْشَأ، أو على وجه التحديد بالإِنْدُورْفِينات، كونها دَاخِلِيّة المَنْشَأ وترتبط بمستقبلات الجسم الأفيونية، وفي عام 1975 تم اكتشاف اثنين منها، واحد يحتوي على اللوسين(لو-إنكِيفالِين) والأخر يحتوي على المِثيونين (ميت-إنكِيفالِين)، كلاهما من نتاج جين الإنكِيفالِين الطَليعي.

## وصلات خارجية
- Enkephalins في المكتبة الوطنية الأمريكية للطب نظام فهرسة المواضيع الطبية (MeSH).